# سينيكا (مقاطعة وود)
سينيكا، مقاطعة وود (بالإنجليزية: Seneca, Wood County, Wisconsin)‏ هي بلدة تقع بولاية ويسكونسن في الولايات المتحدة. تبلغ مساحتها 84 (كم²)، وترتفع عن سطح البحر 306 م، بلغ عدد سكانها 1202 نسمة في عام 2000 حسب إحصاء مكتب تعداد الولايات المتحدة وتصل الكثافة السكانية فيها 14.4 نسمة/كم2.

## وصلات خارجية
- The US50 - Cities and Towns in Wisconsin State
- Wisconsin Cities and Towns, Facts, Map, Flag, Colleges, Government, and More